# Sósuke Uno
Sósuke Uno (27. srpna 1922 Morijama – 19. května 1998 tamtéž) byl japonský politik. Roku 1989 byl krátce premiérem Japonska. V letech 1987–1989 byl ministrem zahraničních věcí. Byl představitelem Liberálně demokratické strany, dominantní síly japonského politického systému ve 2. polovině 20. století. Za jeho vlády však strana prožívala mnoho problémů (např. doznívající odvodový skandál z roku 1988) a ztrácela svou výsadní pozici.

## Život
Vystudoval obchodní univerzitu v Kóbe. Bojoval ve druhé světové válce. Do japonské politiky vstoupil roku 1960, kdy byl zvolen do Sněmovny reprezentantů parlamentu. Ve funkci premiéra zavedl první spotřební daň v japonské historii, čímž ztratil řadu voličů. Provázel ho rovněž sexuální skandál, na nějž mezinárodně upozornil deník The Washington Post.